# 超級瑪利歐陽光
《超級瑪利歐陽光》（又译作）是任天堂情报开发本部开发的平台游戏，对应任天堂GameCube平台。游戏于2002年7月在日本、2002年8月在北美、2002年10月在欧洲和澳洲发行，游戏是系列第二款3D超级马里奥平台游戏，续作是2007年的Wii游戏《超级马里奥银河》。

## 開發
在完成《超級瑪利歐64》的開發後，團隊嘗試於任天堂64DD開發新遊戲，但因主機銷售不如預期等原因取消開發，將重心轉移至GameCube上的此作。《超級瑪利歐陽光》最初於展覽「任天堂Space World 2001」首次亮相，並於隔年的E3 2002再次正式發表。
本作亦收錄於2020年遊戲《超級瑪利歐 3D收藏輯》中，遊戲畫質由480p提升至1080p、並將畫面由4:3拓寬至16:9。版本1.1.0後可使用GameCube控制器操作。

## 故事大鋼
到南國之島享受一個休假吧！在這樣的希望下，瑪利歐一行人搭乘飛機來到了渡假聖地的島嶼，德爾皮克島。但當他們到了島上時，卻看到了似乎有騷動發生。面對前往打聽的瑪利歐，島上的人們居然說︰「不就是你在到處亂塗鴉嗎！」並且感到相當生氣。看來似乎被當成是犯人了…。

在搞不清楚一切的狀況下，瑪利歐開始了將機場塗鴉清除的工作，同時在那裡撿到了一個有名哎唷・喂博士所製作的「會說話的水泵」。而就在他用這個水泵清除塗鴉時，突然從像是顏料般的糊狀物裡面出現了許多謎之生物！雖然瑪利歐結合水泵的力量將到處塗鴉的謎之生物打倒，但最後還是接受審判。在這之後，雖然因為他清除了塗鴉而被原諒，但不找出真正的犯人是不行的。而就在這陣混亂當中，沒想到碧姬公主又被綁架了！

## 銷售
| 汇总媒体     | 得分   |
| ------------ | ------ |
| GameRankings | 92%    |
| Metacritic   | 92/100 |

| 媒体            | 得分      |
| --------------- | --------- |
| 1UP.com         | A         |
| AllGame         | [ 6 ]     |
| 电脑与电子游戏  | 10/10     |
| Edge            | 9/10      |
| 电子游戏月刊    | 9.5/10    |
| Eurogamer       | 9/10      |
| Game Informer   | 9.75/10   |
| GamePro         | 5/5颗星   |
| Game Revolution | A-        |
| GamesRadar+     | 4.5/5颗星 |
| GameSpot        | 8/10      |
| GameSpy         | [ 13 ]    |
| IGN             | 9.4/10    |
| Nintendo Life   | 9/10      |
| 任天堂力量      | 10/10     |
| Fami通          | 37/40     |
| Thunderbolt     | 9/10      |

本作在日本發售四天內共賣出超過40萬份。美國發售十天內共賣出超過35萬份，超越前作《超級瑪利歐64》與同世代PS2《俠盜獵車手III》、XBOX《最後一戰》的紀錄，並同時帶動了GameCube的銷售量。